# Olszówka (gemeente)
De gemeente Olszówka is een landgemeente in het Poolse woiwodschap Groot-Polen, in powiat Kolski.
De zetel van de gemeente is in Olszówka.
Op 30 juni 2006, telde de gemeente 4787 inwoners.

## Oppervlakte gegevens
In 2002 bedroeg de totale oppervlakte van gemeente Olszówka 81,54 km², waarvan:
- agrarisch gebied: 92%
- bossen: 2%

De gemeente beslaat 8,07% van de totale oppervlakte van de powiat.

## Demografie
Stand op 30 juni 2004:
| Omschrijving                   | Totaal | Totaal | Vrouwen | Vrouwen | Mannen | Mannen |
| ------------------------------ | ------ | ------ | ------- | ------- | ------ | ------ |
| eenheid                        | aantal | %      | aantal  | %       | aantal | %      |
| inwoners                       | 4807   | 100    | 2427    | 50,5    | 2380   | 49,5   |
| bevolkingsdichtheid (inw./km²) | 59     | 59     | 29,8    | 29,8    | 29,2   | 29,2   |

In 2002 bedroeg het gemiddelde inkomen per inwoner 1225,88 zł.

## Aangrenzende gemeenten
Dąbie, Grabów, Grzegorzew, Kłodawa